# روي فالكاو
روي فالكاو (بالبرتغالية: Rui Falcão‏) هو صحفي وسياسي برازيلي، ولد في 26 نوفمبر 1943 في البرازيل. حزبياً، نشط في حزب العمال البرازيلي. وقد انتخب النائب الاتحادي لساو باولو خلال فترته النيابية ‏ (1 فبراير 2019 – ) وانتخب عضو مجلس النواب البرازيلي ‏ خلال فترته النيابية ‏.